# Краща дружина (фільм, 1919)
Краща дружина (англ. The Better Wife) — американська драма режисера Вільяма П. С. Ерлі 1919 року.

## У ролях
- Клара Кімболл Янг — Чарміан Пейдж
- Едвард Кімболл — містер Пейдж
- Найджел Баррі — сер Річард Беверлі
- Кетлін Вільямс — леді Беверлі
- Бен Александр — Маленький Дік
- Лілліан Волкер — Хелен Кінгдом
- Барбара Теннант — місіс Кінгдом
- Ірвінг Каммінгс — граф де Чеверал